# ظلم (مكة المكرمة)
ظلم هي مركز تابع لمحافظة المويه التابعة لمنطقة مكة المكرمة في المملكة العربية السعودية.

## الموقع
تقع ظلم في شمال شرق الطائف وتبعد عنه مسافة 230 كم تقريباً وتبعد عن العاصمة الرياض حوالي 550كم، ويمر بها طريق الرياض - الطائف السريع وأيضاً طريق الحجاز القديم، حيث أن الطريقين يتقاطعان في هذه البلدة وتعتبر نقطة التقاء مهمة. إستراتيجية موقعها جعلها محطة مهمة لمن يريد أن يذهب إلى محافظتي الدوادمي وعفيف، وإلى القصيم ولمن يريد أن يذهب إلى العاصمة وما قبلها من قرى ومحافظات، وأيضا من يريد الذهاب إلى جنوب المملكة من خلال طريق ظلم الخرمة الجديد، بالإضافة إلى الذهاب إلى المدينة المنورة عبر الطريق المختصر من كبرى النصائف حيث أصبحت تبعد عن ظلم فقط 400 كيلومتر، ولهذا كانت تسمى قديمًا مفتاح نجد وبوابة الحجاز.

## مركز ظلم
مركز ظلم يتبع لإمارة منطقة مكة المكرمة وتتبع إدارياً لمحافظة المويه وكانت بالسابق تتبع لمحافظة الطائف حتى عام 1434. وتعتبر ظلم من مناطق عالية نجد وذكرت ظلم ومناطق قريبة منها في شعر أوس بن حجر وامرئ القيس وحميد بن ثور الهلالي والقتال الكلابي وغيرهم من الشعراء. والحاج النجدي وهو بجانب جبل ظلم وكذالك بعض الآبار القديمة مثل آبار العوجا واللميسة وشرمة والدفينة وغيرها من الآبار القديمة. وبها بعض المواضع التي ذكرت بالشعر الجاهلي مثل سفا وهي تسمى اليوم سفوة وكذلك عردة وتسمى اليوم عردان وحومل وتسمى اليوم الحوميات وذكرت بمعلقة امرئ القيس وكذلك الأكاميم ذكرت بشعر امرئ القيس وتسمى اليوم الأكموم ويحد ظلم من الجنوب رمل عبد الله بن كلاب المعروف بالجاهلية والذي يسمى اليوم عرق سبيع. وتعتبر ظلم اليوم كذلك منطقة محمية حيث يوجد فيها بعض المحميات الطبيعية وتوجد بها ثاني أكبر محمية مسيجة بالعالم وهي محمية محازة الصيد التي تحدها من الجنوب الغربي وكذالك محمية سجا وأم الرمث ويوجد بها مقر حكومي للمحمية.

## سبب التسمية
سميت ظلم نسبة لجبلها المشهور واسمه جبل ظلم وهو جبل جاهلي مشهور ذكر بالشعر العربي القديم ونظراً للجوء ذكر النعام (الظليم) للجبل عند مشاهدته للبدو أطلق عليه اسم ظلم إضافة إلى لونه المظلم في الأرض المنبسطة البيضاء واشتهر الجبل بهذا الاسم قبل تأسيس قرية ظلم بمئات السنين.
جبل ظلم معروف بهذا الاسم منذ القدم وقد ذكره المؤرخون والجغرافيون في مجموعة من الكتب والمعاجم ومنها معجم العالية، نظراً لوقوعه على مقربة من طريق الحجاج ودرب زبيدة التاريخي. وقديماً كان واقعا في اعلام بلاد عبد الله من كلاب من بني عامر بن صعصعة من هوازن وقال الأصفهاني قال معقال بن ريحان الكعبي من بني كعب بن عبد الله بن أبي بكر قال:
نجوب الليل دائبة النقال
ومنظلم ومن جنبي شراء
ومما بين ذاك من المطالي
ومن هضب القليب وجانبيه
وقال ياقوت الحموي: ظلم بفتح أوله وكسر ثانيه وقال الأصعمي: ظلم جبل أسود لعمرو بن عبد الله بن كلاب من بني عامر بن صعصعة وهو في حافتي بلاد بني أبي بكر بن كلاب فبلاد أبي بكر بينهما ظلم مما يلي مكة، ويقول سعد بن جنيدل: تحديد ياقوت الحموي لظلم صائب ودقيق وذكر جبلا آخر يدعى ظلم عن نصر، وقال إنه بالحجاز وكذلك قال إنه أيضا وادٍ من أودية القبلية عن علي العلوي وذكر البكري ظلما الذي في الحجاز وحدده كما ذكره عرام في رسالته وحدده تحديداً واضحاً، وقد رسم الهمداني طريق الحج وذكر جبل ظلم فقال مران: نخل وبهش وحصين وهو بين قبا وبين الشبيكة زائفاً في الحرة، ثم تقضي في صحراء ظلم جبل أسود طويل في بطن القطاع.
ومن الشعر القديم الذي ذكر فيه جبل ظلم ماقاله الشاعر مخلد القثامي العتيبي:
ان مالقيتوا علم والا انحروا ظلم
عدوالهن في راس رجم سماوي
لزما تمرونه ولزما تجونه
ولزما معارفكم تمضي الشكاوي

## بداية التنقيب
على بعد نحو 6 كيلومترات من الجهة الجنوبية لجبل ظلم التاريخي الشهير، أسفرت عمليات التنقيب التي جرت في نهاية الخمسينات عن العثور على احتياطي هائل من الذهب والمعادن النفيسة الأخرى حيث أمر الملك عبد العزيز آل سعود في بداية الستينات بإنشاء منجم ذهب في الموقع المحدد وبدأ العمل في المنجم عام 1364هـ. وتوافد عدد من أبناء البادية للعمل في المنجم وأسس الملك عبد العزيز مع بداية عمل المنجم بإيجاد مركز إمارة أمني للمنجم في ذلك الوقت، وتولى رئاسته الشيخ عائض العبود القثامي حيث نصبت خيام المركز الأمني بجوار منجم ظلم الذي تم تمديد المياه النقية إليه من وادي أبو مروة بالخرمة بواسطة الأنابيب على بعد 60 كيلو مترا كانت خلالها المواسير تشق الصحراء لنقل المياه للمنجم من أجل تصفية الذهب والمساعدة في عمليات التنقيب.
وشيدت منازل من الطين بجوار المنجم، ولا يزال بعضها متواجداً بالحي القديم حالياً شاهدة على تاريخ ظلم، وكون المنطقة تعاني من شح في المياه، أمر الملك عبد العزيز بتحويل ماسورة المياه التي كانت تغذي المنجم إلى مركز الإمارة من أجل سقيا الأهالي، وبالفعل تم تمديدها وأصبحت مورداً للأهالي حيث وضع رئيس المركز حوضا كبيرا تضخ بداخله الماسورة ويتردد عليه الأهالي للسقيا مما جعل ظلم مقصداً للكثيرين رغم إغلاق المنجم لسنوات طويلة، وذلك من أجل التزود بالماء النقي.

## ظلم اليوم
تحوي ظلم على عدة خدمات حكومية وعدد من الدوائر الحكومية الهامة. وكذلك مستشفى ظلم العام ومستوصف حديث وجميع الخدمات التعليمية بنين وبنات روضة - ابتدائي - متوسط - ثانوي، ومركز شرطة في ودفاع مدني ومركز مرور وأمن طرق ومركز الهلال الأحمر وجمعية الخيرية ومحكمة وبلدية وبنك ووحدة بيطرية تابعة لوزارة البيئة والمياه والزراعة ومقر لمحمية سجا وأم الرمث وجميع الخدمات الخدمية موجودة في ظلم وهي قرية حديثة ومنظمة وتجارية بحكم تواجدها على عدة طرق مهمة.

## الهجر التابعة والقريبة لمركز ظلم
- الركنة، شمال ظلم.
- الراغية، شمال ظلم.
- الرفايع، شمال ظلم.
- الصهلوج والرويلية، شمال ظلم.
- الحفيرة، شرق ظلم.
- دعيكان، شمال ظلم.
- الزاهرة، شمال ظلم.
- فيضة اللواء، شمال ظلم.
- عريدة، شمال ظلم.
- العزيزية، شمال ظلم.

## السكان
عدد السكان يقارب 20 ألف نسمة.